# Astrid Ruppert
Astrid Ruppert (* 1964 im Saarland) ist eine deutsche Drehbuchautorin und Schriftstellerin.

## Leben
Nach ihrem Anglistikstudium in Marburg und Canterbury arbeitete Astrid Ruppert mehrere Jahre als Dramaturgin, Redakteurin und Filmproduzentin beim Deutschen Fernsehen. Als Filmproduzentin debütierte sie 1998 mit Mein Freund, der Bulle, wonach Filme wie Die Novizin folgten. Als Redakteurin verantwortete sie für die ARD Filme wie: Ein Geschenk des Himmels, Wenn wir uns begegnen, Plötzlich Opa und Zimmer mit Tante. Mit der Weihnachtsgeschichte Obendrüber, da schneit es debütierte sie 2008 als Schriftstellerin. Der Roman wurde nach ihrem Drehbuch vom ZDF verfilmt, mit einer Erstausstrahlung zu Weihnachten 2012 avancierte der Film zu einem der erfolgreichsten Fernsehfilme des Jahres.
Sie lebt im Vogelsberg.

## Filmografie (Auswahl)
Als Produzentin und/oder Redakteurin
- 1998: Mein Freund, der Bulle
- 2001: Nicht ohne Dich
- 2002: Die Novizin
- 2003: Mein Weg zu Dir
- 2004: So fühlt sich Liebe an
- 2004: Der Traum vom Süden
- 2005: Das beste Jahr meines Lebens
- 2005: Ein Geschenk des Himmels
- 2006: Die Pferdeinsel
- 2008: Die Versöhnung
- 2008: Wenn wir uns begegnen
- 2010: Zimtstern und Halbmond
- 2011: Frischer Wind
- 2011: Pilgerfahrt nach Padua
- 2011: Liebe vergisst man nicht
- 2011: Rindvieh à la Carte

Als Autorin
- 2012: Obendrüber, da schneit es
- 2012: Utta Danella: Die Himmelsstürmer
- 2013: Frauenherzen
- 2013: Wenn´s am schönsten ist
- 2013: Einmal Bauernhof und zurück
- 2015–2016: Sibel & Max
- 2016: Was im Leben zählt
- 2016: Apropos Glück
- 2016: Katie Fforde: Herzenssache
- 2017: Zweibettzimmer
- 2017: Rosamunde Pilcher: Wie von einem anderen Stern
- 2018: Rosamunde Pilcher: Nanny verzweifelt gesucht
- 2022: Unterm Apfelbaum – Einsturzgefährdet
- 2022: Unterm Apfelbaum – Panta Rhei – Alles im Fluss
- 2022: Und dann steht einer auf und öffnet das Fenster
- 2025: Zimmer im Grünen – Herzenswege

## Werke
- Obendrüber da schneit es, List Verlag, Berlin 2008, ISBN 978-3-471-35008-9
- Wenn nicht jetzt, wann dann?, Marion von Schröder, Berlin 2011, ISBN 978-3-547-71172-1
- Ziemlich beste Freundinnen, Marion von Schröder 2013
- Wenn's am schönsten ist, Marion von Schröder 2014
- Tee mit Ayman – Im Dialog mit Geflüchteten, tredition, Hamburg 2017
- Die Bestimmung der Eisscholle, dielmann Verlag, Frankfurt 2018
- Leuchtende Tage. Roman, dtv Verlagsgesellschaft, München 2019, ISBN 978-3-423-26226-2; Hörbuch: USM Audio, München 2020, ISBN 978-3-8032-9243-8
- Wilde Jahre. Roman, dtv Verlagsgesellschaft, München 2020, ISBN 978-3-423-26270-5; Hörbuch: USM Audio, München 2020, ISBN 978-3-8032-9244-5